# Frederick James Rowan
Frederick James Rowan (* 1816 in Irland; † 29. August 1884) war ein Eisenbahnkonstrukteur. Unter anderem war er von 1859 bis 1872 als Ingenieur am Bau der ersten Bahnlinie im nördlichen Jütland beteiligt.
Sein Sohn William Robert Rowan konstruierte 1876 den Rowan'schen Dampftriebwagen, der in vielen Straßenbahnen und als Rowanzug in Bergbahnen verwendet wurde und von dem 1883 auch ein Exemplar nach Australien für die Victorian Railways geliefert wurde.